# لاله‌گون
لاله‌گون، روستایی از توابع بخش حسن‌آباد شهرستان اقلید در استان فارس ایران است. زبان بیشتر مردم روستا لری است.

## جمعیت
این روستا در دهستان احمدآباد قرار دارد و براساس سرشماری مرکز آمار ایران در سال ۱۳۸۵، جمعیت آن ۵۴۴ نفر (۱۳۰خانوار) بوده است.